# Leopoldo Torres Ríos
Leopoldo Torres Ríos (27 de desembre de 1899 - 9 d'abril de 1960) va ser un director de cinema argentí, un dels pioners del cinema argentí. Va dirigir 37 pel·lícules, entre 1923 i 1959, entre elles tres mudes. Es va caracteritzar per la seva mirada intimista i el seu rebuig per les pel·lícules obertament comercials. Va ser també fotògraf, lletrista de tango i periodista. Va ser un dels fundadors de l'entitat Directores Argentinos Cinematográficos el 1958.

## Relacions familiars
El director de cinema Carlos Torres Ríos era germà seu. El director de cine Leopoldo Torre Nilsson era el seu fill. Els directores de cinema Javier Torre i Pablo Torre són els seus nets.

## Miscelània
La pel·lícula La mirada de Clara (2004), dirigida pel seu net Pablo Torre, tracta sobre la vida de Leopoldo Torres Ríos, des de "la mirada" de la seva esposa, la immigrant sueca Clara Nilsson.

## Filmografia

### Director
- Aquello que amamos (1959)
- Campo virgen (1958)
- Demasiado jóvenes (1958)
- Edad difícil (1956)
- Lo que le pasó a Reynoso (1955)
- El hijo del crack (1953)
- En cuerpo y alma (1953)
- La encrucijada (1952)
- Corazón fiel (1951)
- El regreso (1950)
- El crimen de Oribe (1950)
- El nieto de Congreve (1949)
- El hombre de las sorpresas (1949)
- Pantalones cortos (1949)
- El hijo de la calle (1949)
- Romance sin palabras (1948)
- Pelota de trapo (1948)
- El hombre del sábado (1947)
- Santos Vega vuelve (1947)
- La mujer más honesta del mundo (1947) -sin estreno comercial-
- La tía de Carlos (1946)
- El juego del amor y del azar (1944)
- El comisario de Tranco Largo (1942)
- ¡Gaucho! (1942)
- El mozo número 13 (1941)
- Sinvergüenza (1940)
- La luz de un fósforo (1940)
- Los pagarés de Mendieta (1939)
- El sobretodo de Céspedes (1939)
- La estancia del gaucho Cruz (1938)
- La vuelta al nido (1938)
- Adiós Buenos Aires (1938)
- Lo que le pasó a Reynoso (1937)
- El conventillo de la Paloma (1936)
- Empleada se necesita (1925)
- Buenos Aires bohemio (1924)
- El puñal del mazorquero (1923)

### Guionista
- Aquello que amamos (1959)
- Campo virgen (1958)
- Demasiado jóvenes (1958)
- Edad difícil (1956)
- Lo que le pasó a Reynoso (1955)
- El hijo del crack (1953)
- En cuerpo y alma (1953)
- La encrucijada (1952)
- El regreso (1950)
- El hijo de la calle (1949)
- El nieto de Congreve (1949)
- Pantalones cortos (1949)
- Romance sin palabras (1948)
- Pelota de trapo (1948)
- El hombre del sábado (1947)
- La mujer más honesta del mundo (1947) -sense estrena comercial-
- La tía de Carlos (1946)
- El juego del amor y del azar (1944)
- El comisario de Tranco Largo (1942)
- ¡Gaucho! (1942)
- El mozo número 13 (1941)
- La piel de zapa (1943)
- Sinvergüenza (1940)
- La luz de un fósforo (1940)
- Los pagarés de Mendieta (1939)
- El sobretodo de Céspedes (1939)
- La estancia del gaucho Cruz (1938)
- La vuelta al nido (1938)
- Adiós Buenos Aires (1938)
- Lo que le pasó a Reynoso (1937)
- El conventillo de la Paloma (1936)
- Empleada se necesita (1925)
- Buenos Aires bohemio (1924)
- El puñal del mazorquero (1923)
- El guapo del arrabal(1923)
- De nuestras pampas (1923)
- La gaucha (1921)
- Palomas rubias (1920)

Muntador
- ¡Gaucho! (1942)

Guionista
- La danza de la fortuna (1944)

Temes Musicals
- Aquello que amamos (1959)
- La mujer más honesta del mundo (1947)
- La tía de Carlos (1946)
- ¡Gaucho! (1942)
- El sobretodo de Céspedes (1939)
- Adiós Buenos Aires (1938)

Adaptació
- Santos Vega vuelve (1947)

(1947)
Productor associat
- El crimen de Oribe (1950)